# بيدرو مينينديث ماركيز
بيدرو مينينديث ماركيز هو مستكشف كوبي، ولد في 1499 في منطقة أستورياس في إسبانيا، وتوفي في 1600 في فلوريدا في الولايات المتحدة.